# القائد الأعلى (الصين)

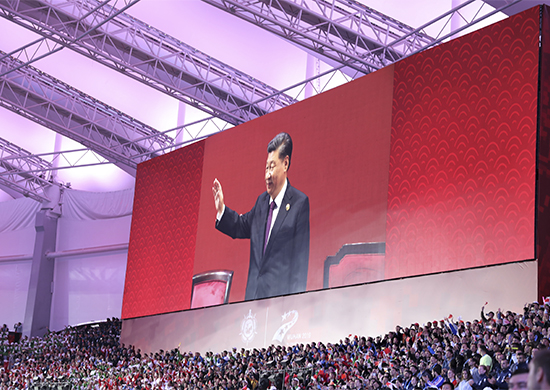
القائد الاعلى بالصين

في السياسة الصينية الحديثة، القائد الأعلى (في اللغة الصينية المبسطة: 最高领导人) في الحزب الشيوعي الصيني وحكومة الصين مصطلح غير رسمي يعطى لأبرز زعيم سياسي في جمهورية الصين الشعبية. وعادة ما يشغل اللقب من يتولى منصبي الأمين العام للحزب الشيوعي الصيني ورئيس اللجنة العسكرية المركزية. لكن القائد الأعلى ليس منصبًا رسميًا ولا مكتبًا في حد ذاته. اكتسب هذا المصطلح شهرة خلال عصر دنغ شياو بينغ (1978-1989)، عندما كان قادرًا على ممارسة السلطة السياسية دون شغل أي منصب رسمي أو هام من الناحية الرسمية أو المناصب الحكومية في أي وقت مثل مناصب رئيس الدولة الصينية أو رئيس الحكومة الصينية أو الأمين العام للحزب الشيوعي الصيني.
يوجد في بعض الاحيان تداخل في فهم الفرق بين لقب القائد الاعلى ولقب قطب القيادة، حيث ان أغلبية من يطلق عليه لقب قطب القيادة يحملون لقب القائد الاعلى أيضا، لكن يبقى المفهومان منفصلين عن بعضهما. تم استخدام هذا المصطلح بشكل أقل تكرارًا لوصف خلفاء دنغوزين، جيانغ زيمين، هو جينتاو وشي جين بينغ، الذين شغلوا جميعًا رسميًا مكاتب الأمين العام للحزب الشيوعي الصيني (زعيم الحزب)، رئيس جمهورية الصين الشعبية ورئيس اللجنة العسكرية المركزية. لذلك يُشار إلى جيانغ زيمين، وهو جينتاو وشي جين بينغ عادةً كرئيس في المشهد الدولي، وهو اللقب الذي يستخدمه معظم رؤساء الدول الجمهوريين الآخرين. ومع ذلك، فإن خلفاء دنغ يستمدون قوتهم الحقيقية من منصب الأمين العام، وهو الموقع الأساسي في هيكل السلطة الصيني  ويعتبره المحللون عمومًا هو المنصب الذي يمكن اعتبار صاحبه زعيمًا بارزًا.
يعد منصب الرئيس شرفيًّا إلى حد كبير وفقًا للدستور،  وتقرير عام 2019 الصادر عن لجنة المراجعة الاقتصادية والأمنية الأمريكية الصينية، وهي لجنة من الحزبين داخل الكونجرس الأمريكي، يوصي بالإشارة إلى الزعيم الصيني شي جين بينغ «الأمين العام» بدلاً من «الرئيس»، بحجة أن لقب «الرئيس» يوحي بشكل غير صحيح بأن الزعيم الصيني منتخب ديمقراطياً. في أغسطس 2020 ، قدم المشرعون الأمريكيون مشروع قانون لتغيير الطريقة التي تشير بها الحكومة الفيدرالية إلى الأمين العام للحزب الشيوعي الصيني، بحظر استخدام مصطلح «الرئيس».
يعتبر الزعيم الحالي، شي جين بينغ، قد حصل على لقب الزعيم الاعلى في نوفمبر 2012 ، عندما أصبح الأمين العام، بدلاً من مارس 2013 عندما خلف هو جينتاو كمساعد رئيس 

## تاريخ
كان الرئيس ماو تسي تونغ هو الحاكم بلا منازع للصين الشيوعية منذ بدايتها في عام 1949 وشغل ثلاثة مناصب رئيسية في وقت واحد: رئيس الحزب الشيوعي الصيني، ورئيس اللجنة العسكرية المركزية ورئيس جمهورية الصين الشعبية (1954-1959)، مما يجعله زعيم الحزب والجيش والدولة على التوالي.
بعد الثورة الثقافية، ظهر إجماع تقريبي داخل الحزب على أن أسوأ التجاوزات كانت بسبب عدم وجود ضوابط وتوازنات في ممارسة السلطة السياسية و «حكم الشخصية» الناتج عن ماو {«سقوط الصين وصعودها». بقلم ريتشارد بوم. }. ابتداءً من الثمانينيات، جربت القيادة شبه فصل السلطات، حيث شغل مناصب الأمين العام والرئيس ورئيس الوزراء أشخاص مختلفون.
في عام 1985 ، على سبيل المثال، كان الأمين العام للحزب الشيوعي الصيني هو ياوبانغ، والرئيس الصيني هو لي زيانيان، ورئيس مجلس الدولة الصيني هو تشاو زيانج. ومع ذلك، لا يزال دنغ شياو بينغ يُعترف به باعتباره قطب القيادة خلال هذه الفترة. فقد كل من هو وتشاو الحظوة السياسية في أواخر الثمانينيات، لكن دينغ كان قادرًا على الاحتفاظ بالسيطرة السياسية النهائية.
تم تطبيق تسمية القائد الأعلى على خلفاء دينغ، جيانغ زيمين وهو جينتاو، على الرغم من أنه من المسلم به عمومًا أنهم لم يمارسوا نفس القدر من القوة مثل دينغ على الرغم من توليهم المزيد من المناصب القيادية. كان هناك أيضًا تركيز أكبر على القيادة الجماعية، حيث يكون القائد الأعلى هو الأول بين شخصيات متناظرة متساوية، ويمارس السلطة بإجماع اللجنة الدائمة للمكتب السياسي. كان هذا واضحًا بشكل خاص خلال فترة هو جينتاو.  ابتداء من عام 1993 ، شغل جيانغ رسميا المناصب الثلاثة التي جعلته رئيس الحزب والدولة والجيش:
- الأمين العام للحزب الشيوعي الصيني: زعيم الحزب والمركز الأول للدولة.
- رئيس اللجنة العسكرية المركزية: القيادة العسكرية العليا لجيش التحرير الشعبي.
- رئيس جمهورية الصين الشعبية: رئيس الدولة الشرفي إلى حد كبير بموجب دستور عام 1982.[9]

عندما ترك جيانغ منصبي السكرتير العام والرئيس في عامي 2002 و2003 على التوالي، شغل منصب رئيس اللجنة العسكرية المركزية. كانت القوة العسكرية دائمًا جانبًا مهمًا في ممارسة السلطة السياسية في الصين، وعلى هذا النحو، فإن تولي منصب عسكري أعلى يعني أن جيانغ احتفظ ببعض السلطة الرسمية. عندما تنحى جيانغ عن آخر منصب رسمي له بين عامي 2002 و 2004، كان من الغامض هوية الزعيم الأعلى في ذلك الوقت. شغل هو جينتاو نفس المناصب الثلاثية خلال سنوات حكمه. نقل هو جميع المناصب الثلاثة إلى خليفته شي جين بينغ بين نوفمبر 2012 ومارس 2013، عندما أصبح شي الأمين العام للحزب الشيوعي ورئيس اللجنة العسكرية المركزية، عندما أصبح شي رئيسًا. منذ وصول شي إلى السلطة، تم إنشاء هيئتين جديدتين، هما لجنة الأمن القومي والمجموعة القيادية المركزية لتعميق الإصلاحات بشكل شامل، لتركيز السلطة السياسية في القائد الأعلى بشكل ظاهري بدرجة أكبر من أي شخص آخر منذ دينغ. وقد كُلفت هذه الهيئات بتحديد توجهات السياسة العامة للأمن القومي وكذلك أجندة الإصلاح الاقتصادي. كلتا المجموعتين برئاسة الأمين العام.